# Ligament (anatomie)
Een gewrichtsband of ligament (Latijn: ligare - binden, verbinden, vaak afgekort als 'lig.') is een band van bindweefsel om een gewricht. Het gaat hier om een platte of min of meer rolronde bundel van collagene bindweefselvezels, die in een hoofdrichting verlopen. De ligamenten zijn uitgespannen rondom de beenstukken van gewrichten, in het gewrichtskapsel ingebed of liggen er vrij van, al naargelang het fysieke bewegingspatroon van het desbetreffende gewricht. De functie van ligamenten is in de eerste plaats het geleiden van bewegingen. Ligamenten zullen ook bewegingen remmen, maar alleen dan als de spieren rondom het gewricht tekortschieten. 
Wanneer een beenstuk te fors beweegt of de beweging verkeerd gericht is, kan een ligament beschadigen, zoals bij verstuiking. Als ligamenten te ver worden gerekt, kunnen ze scheuren. De scheur kan in het midden van het ligament zitten of op de plaats waar het ligament aanhecht aan het bot. Over het algemeen zal een ligament niet snel in zijn geheel afscheuren, eerder voor een deel. Omdat ligamenten een slechte doorbloeding kennen, zal een totaal afgescheurd ligament nooit vanzelf genezen.
Elastische ligamenten met een grote mate van rekbaarheid bevinden zich aan de wervelkolom en dan speciaal aan de halswervels.
Tot de ligamenten behoren ook vouwen van het peritoneum of buikvlies en verscheidene overblijfselen van een buisvormige structuur uit de foetale periode.

## Ligamente mechanoreceptoren
Er zijn vier soorten mechanoreceptoren ingebed in de ligamenten. Omdat al deze soorten mechanoreceptoren ingebed zijn in myeline, kunnen ze snel sensorische informatie over gewrichtsposities doorgeven aan het centrale zenuwstelsel.
- Type I: (klein) Lage drempel, langzaam aanpassend in zowel statische als dynamische omgevingen
- Type II: (gemiddeld) Lage drempel, past zich snel aan in dynamische omgevingen
- Type III: (groot) Hoge drempel, langzaam aanpassend in dynamische instellingen
- Type IV: (zeer kleine) Pijnreceptoren of Nociceptoren met een hoge drempel die letsel communiceren

Er wordt aangenomen dat met name type II- en type III-mechanoreceptoren verband houden met iemands gevoel van proprioceptie.